# Rosa Morató
Rosa María Morató Rodríguez (Navarcles, 19 juni 1979) is een Spaanse atlete, die is gespecialiseerd in de 3000 m steeple.

## Loopbaan
Op de wereldkampioenschappen van 2007 in Osaka kwalificeerde Morató zich voor de finale van de 3000 m steeple, waar ze met een tijd van 9.36,84 een achtste plaats behaalde. Eerder dat jaar verbeterde ze haar persoonlijk record tot 9.26,23.
Op de Olympische Spelen van 2008 in Peking sneuvelde ze in de kwalificatieronde met een tijd van 9.45,33.

## Titels
- Spaans kampioene veldlopen (lange afstand) - 2005, 2007, 2008

## Persoonlijke records
Outdoor
| Onderdeel      | Prestatie | Datum         | Plaats               |
| -------------- | --------- | ------------- | -------------------- |
| 800 m          | 2.10,24   | 2002          |                      |
| 1000 m         | 2.48,80   | 2000          |                      |
| 1500 m         | 4.12,32   | 24 juni 2008  | Jerez de la Frontera |
| 1 Eng. mijl    | 4.51,33   | 2002          |                      |
| 2000 m         | 6.09,7    | 2000          |                      |
| 3000 m         | 8.58,07   | 9 juni 2010   | Huelva               |
| 5000 m         | 15.59,05  | 24 juni 2007  | München              |
| 10.000 m       | 31.54,16  | 13 maart 2010 | Manresa              |
| 2000 m steeple | 6.28,22   | 9 juli 2004   | Barcelona            |
| 3000 m steeple | 9.26,23   | 28 juli 2007  | Heusden-Zolder       |

Indoor
| Onderdeel | Prestatie | Datum           | Plaats   |
| --------- | --------- | --------------- | -------- |
| 3000 m    | 9.05,91   | 27 januari 2007 | Valencia |

## Palmares

### 3000 m
- 2008: 4e Europese Indoorcup - 9.08,53

### 10.000 m
- 2007: 5e Europacup - 32.23,61

### 3000 m steeple
- 2004:  Europacup - 9.51,08
- 2004: 4e Ibero-Amerikaanse kamp. - 10.09,13
- 2005:  Europacup - 9.54,20
- 2006:  Europacup - 9.49,81
- 2007: 8e WK - 9.36,84

### veldlopen
- 1997: 61e WK voor junioren - 16.49
- 1998: 85e WK voor junioren - 22.42
- 1998: 10e EK voor junioren - 12.25
- 2001: 54e WK (korte afstand) - 16.20
- 2004: DNF WK (korte afstand)
- 2005: 45e WK (lange afstand) - 29.31
- 2006: 36e WK (lange afstand) - 27.13
- 2007: 20e WK - 29.13
- 2008: DNF WK